# Тернівський філіал Криворізького історико-краєзнавчого музею
Тернівський філіал КЗК «Міський історико-краєзнавчий музей» КМР – один з філіалів Криворізького історико-краєзнавчого музею у селищі Веселі Терни в Тернівському районі Кривого Рогу. Створений задля збереження, вивчення та популяризації історико-культурної спадщини північної частини Кривого Рогу.

## Історія
Історія філії почалася 1970 року, коли за ініціативи краєзнавця та вчителя історії Криворізької СШ № 40 (зараз Криворізька гімназія №40) Віктора Кайстренка було створено товариство «Юний історик».
У 1972 році при СШ № 40  відкрився історико-краєзнавчий музей на громадських засадах, керівником якого став Кайстренко. 1974 року музей було перетворено на музей селища Веселі Терни. У 1977 році його статус змінився на районний, а 1978 року він отримав звання «Народного».
Через зростання кількості та якості музейних фондів, колегія Міністерства культури УРСР вирішила надати музею окрему будівлю. Будівництво двоповерхової споруди тривало з 1979 до 21 лютого 1981 року.
15 вересня 1993 року музей було включено до Криворізького міського історико-краєзнавчого музею як філію. Основним напрямом діяльності установи є дослідження історії північної частини Кривбасу, зокрема селища Веселі Терни – від давніх часів до сучасності.
У фондах музею зберігається 13 тис. збережень, що висвітлюють історію, етнографію, природу та відомих особистостей регіону.

## Експозиція
На території музею просто неба розташовано дві реконструкції археологічних об’єктів доби бронзи:
- кам’яний кромлех (ритуальне коло) середини III тисячоліття до н.е., виявлений і досліджений у 2017 році в кургані поблизу селища імені Горького;
- відтворене святилище першої половини III тисячоліття до н.е.

Стаціонарна експозиція музею розміщена у двох залах і має чітку хронологічну та тематичну структуру. Вона охоплює період від найдавніших часів заселення території північного Криворіжжя до сьогодення. Основні розділи експозиції:
- «Пташиний і тваринний світ Криворіжжя»;
- «Скарби курганів північного Криворіжжя»;
- «Терни козацькі»;
- «Сторінки етнографії»;
- «Залізорудна лихоманка»;
- «Наш земляк Панас Феденко»;
- «На криворізькому напрямку»;
- «Недоспівана пісня, недолюблена весна Бориса Куновського»;
- «Молитва за Україну».

При філіалі функціонує виставкова зала. Щороку тут проводиться близько 20 виставок різноманітної тематики – з фондів музею, приватних колекцій, а також виставки художників, народних майстрів і мистецьких центрів.

## Діяльність
У Тернівському філіалі постійно проводяться культурно-просвітницькі заходи. Серед них – оглядові та тематичні екскурсії, лекції, зустрічі з видатними особистостями краю, вечори пам’яті, презентації книжкових видань тощо.
Регулярно відкриваються виставки, що знайомлять відвідувачів з музейними фондовими колекціями, творчістю народних майстрів, місцевих художників. При музеї організовуються майстер-класи для поціновувачів народної творчості.
Фондова колекція постійно поповнюється завдяки тісній співпраці з місцевими жителями, краєзнавцями, волонтерами, митцями, письменниками та народними умільцями.
У закладі ведеться наукова та дослідницька діяльність. Зокрема, співробітники готують публікації, присвячені різним аспектам соціально-економічного розвитку північної частини Криворіжжя у другій половині XIX – на початку XX століття.
У межах краєзнавчої роботи розроблено та запроваджено туристично-екскурсійний маршрут «Подорож в минуле: історичний центр Веселих Тернів».
Щороку наукові співробітники беруть участь в історико-краєзнавчих читаннях «Криворіжжя: погляд в минуле...», які проводяться на базі Криворізького державного педагогічного університету.

## Адреса і режим роботи
- 50090, Кривий Ріг, вул. Музейна, 1-Б
- Години роботи: з 8:30 до 17:00
- Вихідні — неділя, понеділок.